# Rhamphomyia sellaensis
Rhamphomyia sellaensis är en tvåvingeart som beskrevs av Bartak 1999. Rhamphomyia sellaensis ingår i släktet Rhamphomyia och familjen dansflugor.
Artens utbredningsområde är Italien. Inga underarter finns listade i Catalogue of Life.